# Bóveda de claustro

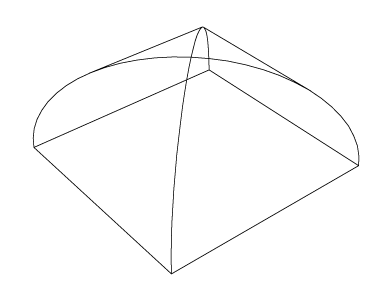
Bóveda de rincón de claustro o claustral.

La bóveda de claustro (denominada también bóveda claustral o bóveda de rincón, o a veces de forma más completa bóveda en rincón de claustro) es un tipo de bóveda con planta cuadrada. Se trata a veces como una cúpula que se erige directamente desde una planta cuadrada o poligonal, estando su superficie exterior dividida en secciones por aristas o nervios. Se denomina así por encontrarse al inicio solamente en los claustros o corredores de medios cañones que se cruzan. Es una bóveda muy habitual en el románico español.

## Características
Se origina por la intersección de dos bóvedas de cañón de la misma flecha y directrices habitualmente perpediculares. De la forma geométrica resultante se eliminan las partes superiores de modo que el intrados queda formado por superficies triangulares curvas que quedan limitadas por aristas entrantes.
Se puede considerar derivada de una bóveda de arista, en la que se giran 45º los arcos en que se apoya, de manera que los ejes coincidan con las diagonales del plano original. Desaparecen así los arcos que se situaban en los latos de la base de la bóveda de crucería, por los que la bóveda solo se apoya en los cuatro vértices, en las paredes del rincón, y en las vigas que cubren los dos lados que quedan libres. Los arcos que originan sus aristas pueden ser rebajados, de medio punto o apuntados.